# Hertsjö
Hertsjö is een plaats in de gemeente Bollnäs in het landschap Hälsingland en de provincie Gävleborgs län in Zweden. De plaats heeft 85 inwoners (2005) en een oppervlakte van 20 hectare.